# Giorgio Noseda
Piergiorgio Noseda (Mendrisio, 14 luglio 1938) è un medico svizzero.

## Biografia
Aveva un fratello di nome Giovanni, nato nel 1936, deceduto il 1º ottobre 2021.
Medico internista e cardiologo, ha studiato medicina nelle Università di Zurigo e di Parigi ed ha seguito una formazione post-graduata nelle Università di Zurigo, Londra e Berna.
È stato primario di medicina interna nell'ospedale regionale (OBV) di Mendrisio  (dal 1974 al 2001) e di cardiologia all’ospedale Civico di Lugano (dal 2002 al 2005).
È professore titolare emerito dell'università di Berna.
È sposato con Lorenza Pedrolini e ha tre figli: Corrado, Filippo e Veronica.

## Altre attività ed incarichi
Oltre alla sua professione di medico, si è dedicato con grande impegno alla lotta contro il cancro.
È stato presidente della Lega svizzera contro il cancro (1989-1992) e contemporaneamente membro del Consiglio di fondazione dell’Istituto svizzero di ricerca sperimentale sul cancro (ISREC) a Losanna.
Nel 1996 ha fondato il Centro amministrativo delle organizzazioni svizzere contro il cancro (Haus der Krebsliga) a Berna, che ha presieduto sino al 2019.
Ha contribuito a creare diverse istituzioni contro il cancro:
- nel 1991 la Fondazione Ricerca svizzera sul cancro[4] per la raccolta di fondi, che ha presieduto fino al 2006.
- nel 1999 l’Associazione Oncosuisse[1][4] (che ha presieduto fino al 2006),  organizzazione mantello di tutte le istituzioni svizzere contro il cancro, che elabora il Programma nazionale di lotta al cancro all’attenzione della Confederazione e dei Cantoni.
- nel 2007 l'Istituto nazionale di epidemiologia e registrazione del cancro (NICER),[1][4] con sede all'Università di Zurigo, che ha presieduto sino all'agosto 2018.
- dal 2001 al 2012 ha presieduto la Fondazione Swiss Bridge, che raccoglie fondi per la ricerca sul cancro, della quale è presidente onorario.[7]

È vice- presidente della Fondazione ticinese per la ricerca sul cancro (Lugano, dal 1984), della Fondazione per la Scuola europea di oncologia (Bellinzona, dal 1990)  e dell’Istituto oncologico di ricerca (IOR), associato alla Facoltà di scienze biomediche dell’Università della Svizzera Italiana (Bellinzona, dal 2011).
Si è inoltre distinto nella prevenzione dell’aterosclerosi e delle malattie cardiovascolari. È stato membro del Consiglio della Fondazione svizzera di cardiologia (1980-2005), segretario della European Atherosclerosis Society (1987-1989), socio fondatore del GSLA (Gruppo svizzero lipidi e aterosclerosi) della Società svizzera di cardiologia), che ha presieduto dal 2003 al 2006.
Nel 1997 ha partecipato alla fondazione dell’Istituto di Ricerca in Biomedicina (IRB) a Bellinzona e lo ha presieduto fino al 2012, nel 2017 è stato nominato presidente onorario. L’IRB svolge ricerche nel campo immunologico,  è partner del Politecnico federale di Zurigo, membro dell’Istituto svizzero dei vaccini (Losanna) e della Facoltà di scienze biomediche dell’Università della Svizzera italiana.
Dal 1980 al 1996 è stato vice-presidente della Commissione della Svizzera italiana del Fondo nazionale svizzero per la ricerca scientifica; membro del Consiglio di fondazione e della Commissione di gestione del Fondo nazionale svizzero per la ricerca scientifica (1982-1988); dal 1992 al 1999 membro del Consiglio di fondazione dell’Accademia svizzera delle scienze mediche.
Nel campo umanitario, è stato co-fondatore nel 1980 e vicepresidente sino al 2018 della Fondazione in favore degli emarginati e tossicodipendenti, che gestisce un centro di soggiorno per gravi handicappati a Primadengo in valle Leventina.
Ha creato nel 1979 e presieduto la CEU, Associazione Cooperazione Essere Umani, che ha costruito alcune maternità-infermerie, scuole, asili nido e scavato parecchi pozzi nella regione della Casamance, a sud del Senegal. È ora presidente onorario.
Inoltre ha costituito nel 2002 e presieduto sino al 2019 la Fondazione Child to Child for Africa, che ha costruito ad Ukunda, a sud di Mombasa in Keyna, una grande scuola professionale per bambine e ragazze violentate, vendute o rapite. È ora presidente onorario.

## Attività politica
In rappresentanza del Partito socialdemocratico è stato membro del Gran Consiglio ticinese dal 1975 al 1989. Dal 1978 al 1982 ha presieduto la Commissione per la Legge ospedaliera, della quale è stato relatore al Parlamento, che l’ha approvata nel dicembre 1982, istituendo cosi l'Ente ospedaliero cantonale.

## Riconoscimenti
- Premio della Società svizzera di cardiologia (1968)
- Premio Carol Nachmann della città di Wiesbaden (D) (1974)[16]
- Premio massimo Fondazione Iside e Cesare Lavezzari (Chiasso) (1989)
- Premio dell'American Academy of Family Doctors (Chicago, USA) (1997)
- Membro onorario dell’Accademia svizzera di medicina (Berna) (2003)[17]
- Swiss Award (svizzero dell’anno) per la categoria società (Zurigo) (2007). SwissAward#2006
- Premio cultura della Città di Bellinzona (2008)[18][19]
- Riconoscimento con la Medaglia della Lega svizzera contro il cancro (2011)[20]

- Onorificenza speciale della Città di Bellinzona (2017)[21]

- Istituzione della "Cattedra Giorgio Noseda per l'epidemiologia e la cura del cancro", Università di Zurigo (2019)[22][23][24]
- Nomina a Ehrensenator, Università di Zurigo (2020)[25]
- Medaglia dell'Università della Svizzera italiana USI (2023)[26]

## Opere
- E. Battegay, G. Noseda, W. Riesen, Atherosklerose-prävention, Bern, Verlag Hans Huber, 2007, ISBN 978-3-456-84426-8
- G. Noseda, Una finestra nella tua casa. Cure palliative e conforto nella malattia, Mendrisio, Gabriele Capelli editore, 2014, ISBN 978-88-97308-15-7
- G. Noseda, L'occhio che ascolta. Medicina ed empatia, Bellinzona, Edizioni Casagrande, 2014, ISBN 978-88-7713-571-1

## Pubblicazioni
Autore o co-autore di numerose pubblicazioni su riviste scientifiche nazionali e internazionali.